# Provincia Naâma
Provincia Naâma (în arabă  ولاية النعامة) este o unitate administrativă de gradul I (wilaya) a Algeriei. Reședința sa este orașul Naâma.